# 張館
张馆（1048年—1113年），字文国，辽朝女性人物，祖先清河人。
曾祖父张琪，官至龙门县令。祖父张俨，赠太子少傅。父亲张嗣复，官至左仆射兼侍中、晋国公。母亲晋国夫人郑氏，翰林学士、赠侍中郑弘节之女，尚父陈王张俭的外孙女。她是张嗣复的大女儿，兄弟姐妹六人。张馆嫁给馬直溫，大安元年（1085年），封为清河县君。乾统七年（1107年）夏，进封清河郡夫人。居丧尽礼。马直温为顺州刺史，天庆二年（1112年）冬，上表请求归乡，获准。以右散骑常侍，致仕。次年夏初，张馆去世，时年六十六岁。其子五人，四人夭折，幼子马梅，官至内供奉班祗候。